# Gebietsführerschule der Hitlerjugend „Peter Frieß“
Die Gebietsführerschule der Hitlerjugend „Peter Frieß“ nahe dem Querumer Forst am nordöstlichen Rand der Schuntersiedlung, heute Stadtteil von Braunschweig, wurde 1938 zur Schulung der mittleren Führungsebene der nationalsozialistischen Hitlerjugend (HJ) eingeweiht. Der Gebäudekomplex wurde nach dem Krieg für verschiedene Zwecke verwendet und schließlich in den 1950er Jahren abgerissen. Heute befindet sich auf dem Gelände ein Studentenwohnheim.

## Geschichte

### Vorgeschichte

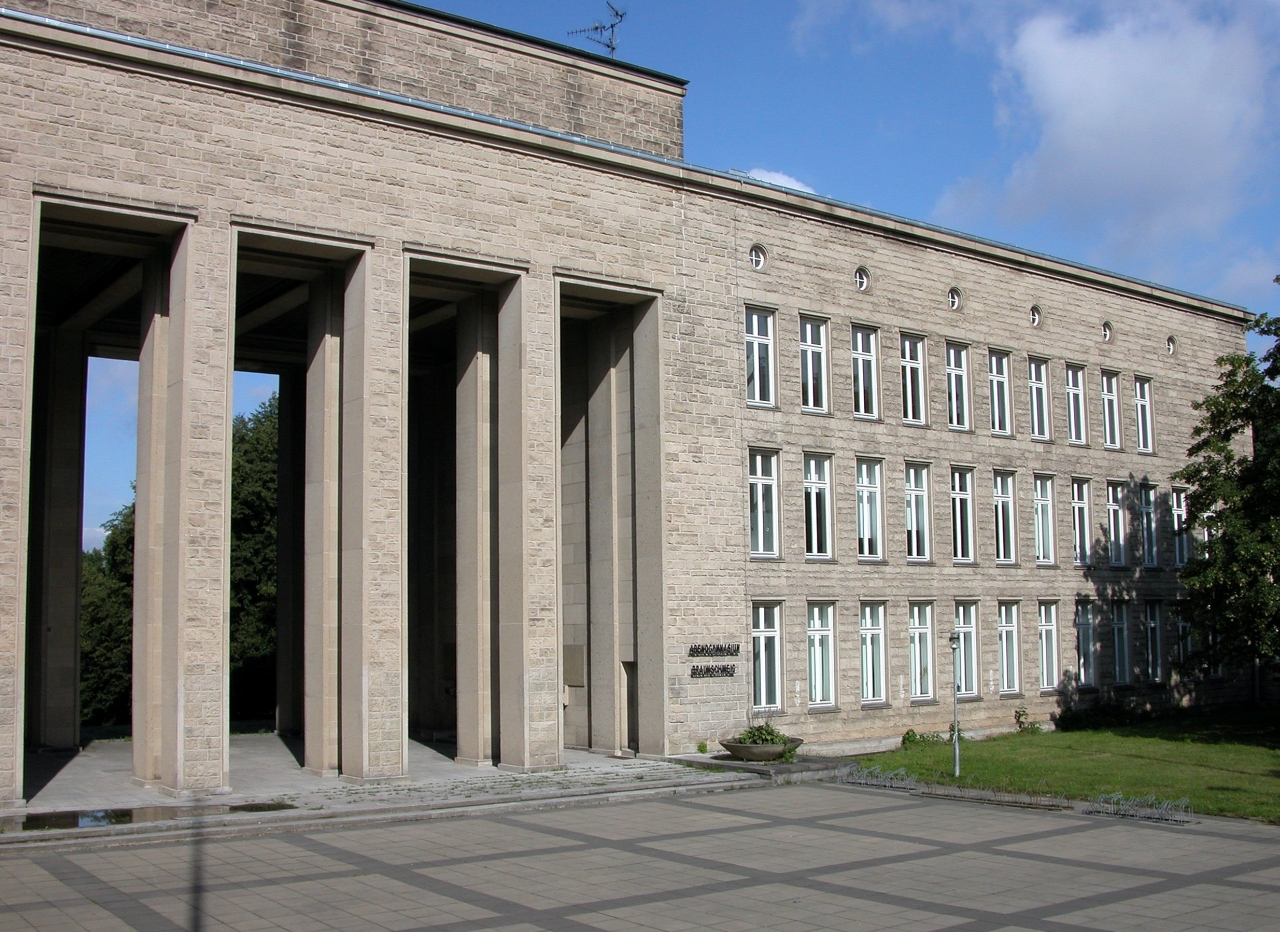
Die ehemalige „Akademie für Jugendführung“ der Hitlerjugend an der Wolfenbüttler Straße im heutigen Zustand.

Kurz nach der „Machtergreifung“ der Nationalsozialisten setzte auch bei der HJ rege Bautätigkeit ein. Zwischen 1933 und 1939 entstanden zahlreiche HJ-Bauwerke. Insbesondere das am 1. Dezember 1936 in Kraft getretene Hitlerjugendgesetz sorgte für einen Bau-Boom.
Unter NSDAP-Ministerpräsident Dietrich Klagges, der plante, aus dem ehemaligen Freistaat Braunschweig einen nationalsozialistischen Musterstaat zu machen, hatte in Braunschweig jedoch bereits am 24. Januar 1936 die Grundsteinlegung für die Reichsakademie für Jugendführung der Hitlerjugend stattgefunden. Im Frühjahr desselben Jahres folgte der Baubeginn der Gebietsführerschule.

### Architektur

Grundriss des Erdgeschosses

Grundriss des Obergeschosses des 2. Gebäudes mit Festsaal

Architekt Hans Bernhard Reichow, Chef des Hochbauamtes der Stadt Braunschweig, hatte bereits 1934 auf Wunsch Wilhelm Hesses, Oberbürgermeister der Stadt, eine Truppführerschule für den Reichsarbeitsdienst (RAD) im Querumer Holz errichtet. Da die bis dahin für Schulungs- und Ausbildungszwecke der HJ in Niedersachsen genutzte Jugendburg Oberweser in Groß Berkel schon lange nicht mehr den (ideologischen) Ansprüchen der Nationalsozialisten genügte, sollte in unmittelbarer Nähe zur RAD-Truppführerschule eine Gebietsführerschule der HJ entstehen. Im Frühjahr 1936 nur als Einzelgebäude für 64 Lehrgangsteilnehmer geplant, verzögerte sich die Fertigstellung und Einweihung aber aufgrund mehrfacher Umplanungen in der Bauphase sowie aufgrund von Material- und Arbeitskräftemangel erheblich. Schließlich bestand der Komplex bei Fertigstellung Mitte 1938 aus zwei Gebäuden für die doppelte Anzahl von Schulungsteilnehmern.
Der Bau, ähnlich einem norddeutschen Gehöft, bestand schließlich aus zwei U-förmigen Gebäuden mit hohen Dächern, inmitten einer mit wenigen Kiefern bestandenen Heidelandschaft. Im Monatsheft für Baukunst und Städtebau, Nr. 1/1939, wurde dies als exemplarisch für eine traditionsreiche und eigenständige „norddeutsche Architektur“ dargestellt.
Die zwei Gebäudeblöcke waren in ihrer Nutzung klar getrennt, hintereinander angeordnet und nach Westen offen. Im vorderen, eingeschossigen Haus, das zur Straße hin lag, befanden sich die Wache, Personalräume, eine Krankenstation, die Wohnung für den Hausmeister sowie Wohnung für das Lehrpersonal und den Gebietsführer. Über einen Innenhof gelangte man zum zweiten Gebäude, das zweistöckig erbaut war.
Über dem Eingang des Hauptgebäudes, der aus drei gleich großen, voneinander getrennten und mit Kassetten versehenen Eichentüren bestand, war ein 7,50 m breiter, geschmiedeter NS-Reichsadler angebracht. In der Eingangs- oder „Ehrenhalle“ war eine ca. 15 t schwere, quadratische Granitplatte erhaben in den Boden eingelassen. In ihrem Zentrum befand sich ein großes Hakenkreuz, auf allen vier Seiten zweizeilig umgeben von einem Zitat Adolf Hitlers, das aus dessen Rede auf dem Reichsparteitag der Freiheit in Nürnberg (10.–16. September 1935) entnommen ist:

„Wir wollen ein hartes Geschlecht erziehen, das stark ist, zuverlässig, treu, gehorsam und anständig, so daß wir uns unseres Volkes vor der Geschichte nicht zu schämen brauchen.“

Der Bau enthielt neben Schulungsräumen einen Festsaal im Obergeschoss sowie einen Speisesaal mit Küche, mehrere Doppelzimmer und eine Bibliothek. Durch zahlreiche große Fenster konnte man in den nach Westen offenen Appellhof blicken. Aufgrund der Nähe zur Schunter und des damit verbundenen hohen Grundwasserspiegels war der Komplex nicht unterkellert worden. Reichow wurde bei den Planungen von den Architekten Baumgarten, Eggeling, Dammann und Gerhard Pantel unterstützt. Für die Innenausstattung waren die Vereinigte Bremer Werkstätten unter Innenarchitekt Stark verantwortlich.
Der Braunschweiger Maler Karl Sommer erhielt den Auftrag, ein Wandgemälde im Speisesaal des Gebäudes anzufertigen. Das Werk, das über mehrere Seitenwände ging, nannte er, in Anspielung an die NS-Ideologie des Lebensraums im Osten Ostkolonisation; dargestellt war der Braunschweiger Welfen-Herzog Heinrich der Löwe als legitimer Repräsentant des Anspruches auf „Lebensraum im Osten“.
Bei ihrer Einweihung im Sommer 1938 war die Braunschweiger Gebietsführerschule eine von 26 HJ-Bezirksschulen. Insgesamt waren es später 70.

### Nutzung

Stempel auf einer Ansichtskarte von 1942

Die Gebietsführerschule wurde am 17. Juli 1938 durch Hartmann Lauterbacher ihrer Bestimmung übergeben. Lauterbacher war zu diesem Zeitpunkt HJ-Stabsführer und Stellvertreter von Reichsjugendführer Baldur von Schirach. Sie war für die Ausbildung der mittleren HJ-Führungsebene des Gebietes 8 (Niedersachsen) vorgesehen. Benannt wurde die Gebietsführerschule nach dem Hitlerjungen Peter Frieß, der im Alter von 16 Jahren beim „Straßenkampf mit dem Gegner“ zu Tode gekommen war. Wie in solchen Fällen üblich, nutzte das Regime den Namen des „Blutzeugen der Bewegung“ für die NS-Propaganda, indem eine nationalsozialistische Einrichtung nach ihm benannt wurde.
Die Einrichtung wurde in den 1940er Jahren auch für Sonderlehrgänge für HJ-Führer der ebenfalls in Braunschweig befindlichen Akademie für Jugendführung der HJ genutzt, die dort zu Ausbildern vormilitärischer Erziehung geschult wurden.

### Nachkriegszeit
Die Gebietsführerschule überstand den Krieg weitestgehend unbeschädigt. In der Nachkriegszeit wurde der Gebäudekomplex für unterschiedliche Zwecke genutzt. Unmittelbar nach Kriegsende diente er als Quartier für ehemalige polnische Zwangsarbeiter, später als Notunterkunft für Flüchtlinge und Vertriebene. Der große Saal wurde als Kino und Tanzsaal verwendet.
1956 wurde der Gebäudekomplex wegen Unbewohnbarkeit abgerissen. Heute befinden sich auf dem Gelände ein Studentenwohnheim und ein Teich.